# Poecilosoma marginata
Poecilosoma marginata är en fjärilsart som beskrevs av Walker 1856. Poecilosoma marginata ingår i släktet Poecilosoma och familjen björnspinnare. Inga underarter finns listade i Catalogue of Life.